# ثالاسا (قمر)
ثالاسا المعروف أيضا باسم Neptune IV القمر الداخلي الثاني لنبتون. سمي ثالاسا نسبة لإلهة البحر ثالاسا، ابنة أيثر وهميرا من الميثولوجيا الإغريقية. «ثالاسا» هي أيضا كلمة يونانية بمعنى «البحر». تم اكتشاف ثالاسا في وقت ما قبل منتصف سبتمبر 1989 من الصور التي التقطها مسبار فوياجر 2 .وقد أعطي التسمية المؤقتة S/1989 N 5.
وقد تم الإعلان عن هذا الاكتشاف في 29 أيلول/ سبتمبر 1989، إلا أن النص لم يتطرق إلى «25 إطارا التي أخذت لأكثر من 11 يوما»، وهو ما يعطي موعدا سابقا لوقت الاكتشاف قبل 18 أيلول/ سبتمبر 1991. شكل القمر ثالاسا غير منتظم ولا يظهر أي علامة على أي تغير جيولوجي. ومن المرجح أن تكون من كومة من الأنقاض تتراكمت مرة أخرى من أجزاء من أقمار نبتون الأصلية التي تحطمت باضطرابات من القمر تريتون بعد وقت قصير من اتخاذ الأقمار مدارتها الأولية المنحرفة.